# 中院区

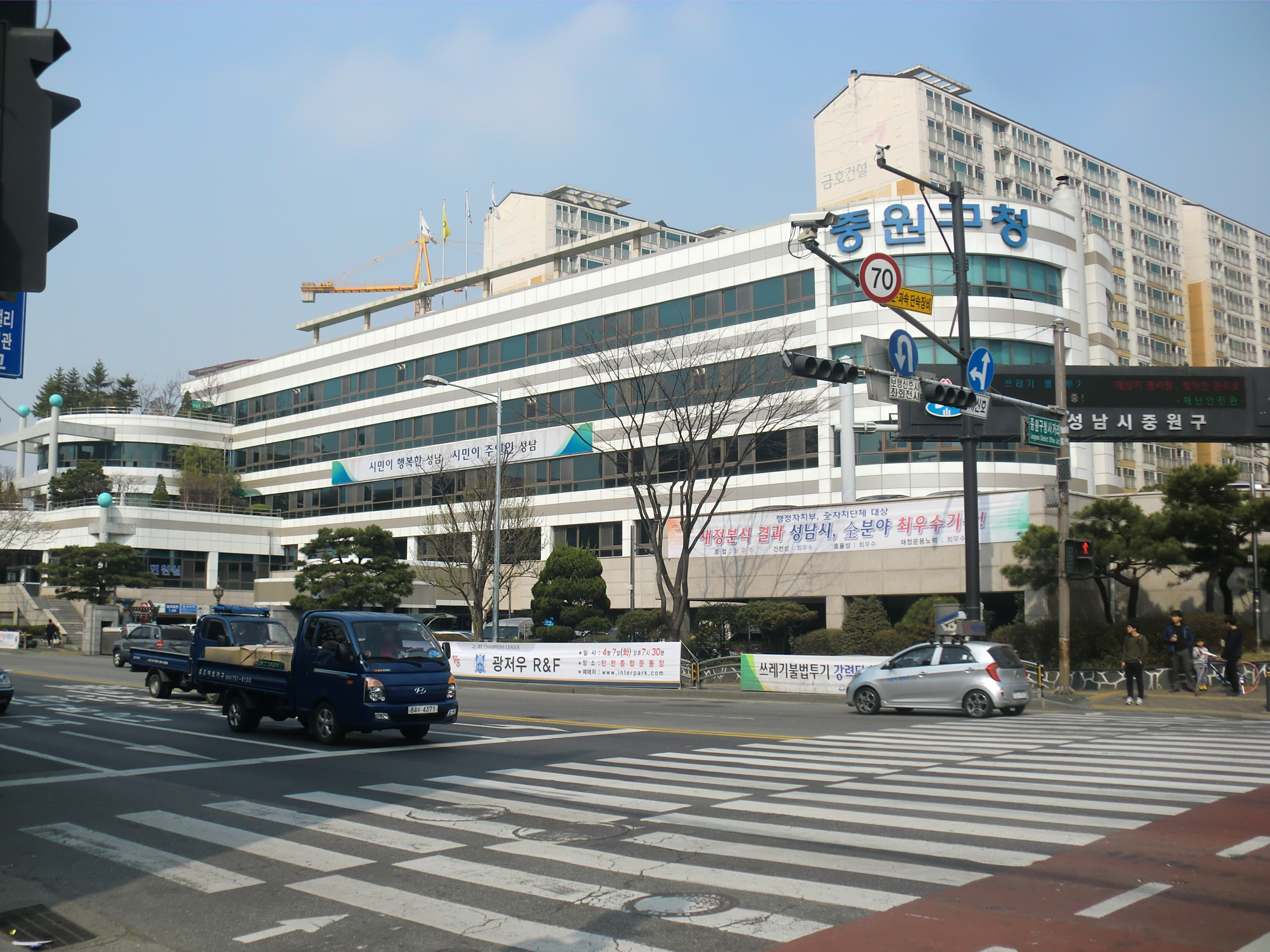
中院区庁

中院区（チュンウォンく）は、大韓民国京畿道城南市北東部に位置する区である。

## 行政区画

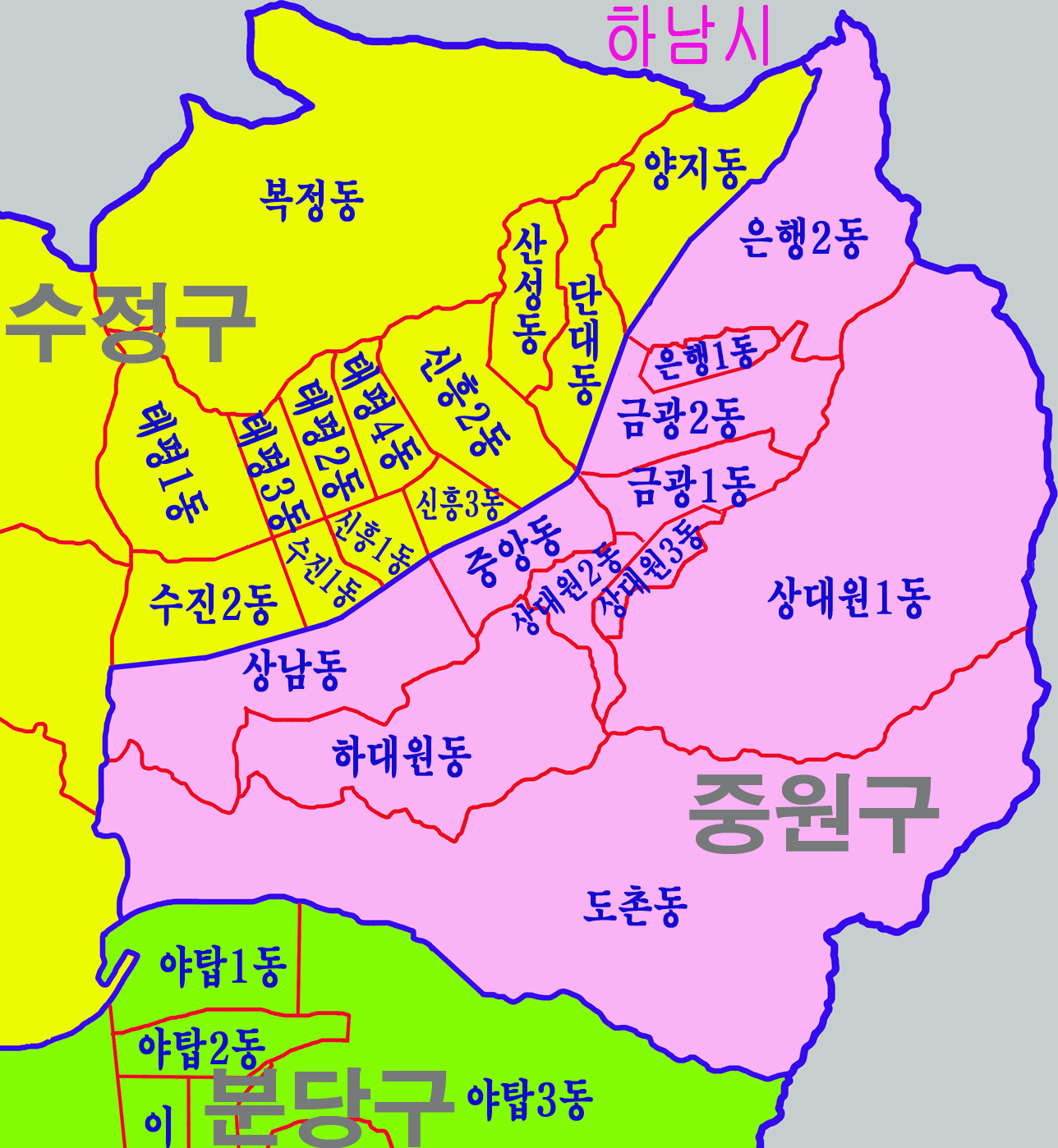
行政区域図

中院区は11の洞に分かれる。
| 行政洞    | 法定洞                 |
| --------- | ---------------------- |
| 城南洞    | 城南洞                 |
| 中央洞    | 中央洞                 |
| 金光1洞   | 金光洞                 |
| 金光2洞   | 金光洞                 |
| 銀杏1洞   | 銀杏洞                 |
| 銀杏2洞   | 銀杏洞                 |
| 上大院1洞 | 上大院洞               |
| 上大院2洞 | 上大院洞               |
| 上大院3洞 | 上大院洞               |
| 下大院洞  | 下大院洞               |
| 島村洞    | 麗水洞、島村洞、葛峴洞 |

## 交通機関

### 鉄道
- 盆唐線
  - 牡丹駅
- ソウル交通公社8号線
  - 南漢山城入口駅※ - 丹垈オゴリ駅※ - 新興駅※ - 寿進駅※ - 牡丹駅※
- ※ 南漢山城入口駅・丹垈オゴリ駅・新興駅・寿進駅・牡丹駅（地下鉄）の所在地は寿井区であるが、中院区との境界上にある。